# Pátzcuaro (jezero)
Jezero Pátzcuaro (špa. Lago de Pátzcuaro), jezero u meksičkoj državi Michoacán, 62 kilometra zapadno od grada Morelia. Uz obale jezera naseljen je stari indijanski narod Taraski poznat po svojim tradicionalnim leptir-mrežama kojim love ribu na jezeru. Grad Pátzcuaro se nalazi na južnom kraju jezera.
Na jezeru se nalazi nekoliko otoka Janitzio, s 40 metara visokim spomenikom José María Morelos y Pavónu; Jarácuaro, na kojem se u predhispansko vrijeme obožavala božica Xaratanga; La Pacanda, drugi po veličini na jezeru; Yunuén; Los Urandenes, tri otočića; Tecuena; Copujo. Na istočnoj obali jezera smjestio se glavni taraskanski grad Tzintzuntzan. 

## Vanjske poveznice
- Pátzcuaro Attractions  Arhivirana inačica izvorne stranice od 17. listopada 2007. (Wayback Machine)
- Patzcuaro